# Juan Moreira (pel·lícula de 1973)
Juan Moreira és una pel·lícula argentina dramàtica-històrica de 1973 dirigida per Leonardo Favio, produïda per Juan Sires i protagonitzada per Rodolfo Bebán. Està basada en la novel·la homònima escrita per Eduardo Gutiérrez. Va ser estrenada el 24 de maig de 1973, i va guanyar el Còndor de Plata a Millor pel·lícula en 1974. És considerat un clàssic del cinema del seu país i un dels millors films de Favio.

## Sinopsi
A fins de Segle XIX, el traginer Juan Moreira és un gautxo bo i treballador que, com tants altres, és objecte d'abusos i humiliacions per part dels poderosos, ja sigui de les autoritats policials o els terratinents. Les injustícies que se li cometen porten a Moreira a ser considerat un "gautxo dolent" per a les autoritats, i és proscrit. Moreira s'enfronta a la policia, i la seva història és difosa entre els paisans i treballadors, obtenint així el respecte i l'admiració del poble. El seu prestigi el converteix en una figura que primer és buscada pels partits que van a eleccions, però aviat es torna un comodí de guerra, el qual canvia de bàndol o és perseguit en el mitjà de les lluites entre els cabdills Bartolomé Mitre i Adolfo Alsina, durant l'època de la Revolució de 1874.

## Repartiment
- Rodolfo Bebán... Juan Moreira
- Elcira Olivera Garcés... Vicenta
- Edgardo Suárez... Segundo, el compadre
- Jorge Villalba... Julián Andrade
- Elena Tritek... Laura
- Eduardo Rudy... Teniente Alcalde
- Alba Mujica... La Muerte
- Carlos Muñoz... Dr. Marañón
- Héctor Ugazio
- Osvaldo de la Vega
- Pablo Herrera
- Pablo Cumo... Caudillo Acosta
- Pete Martin
- Augusto Kretschmar ... Oficial
- Rolando Franchi
- Juan Carlos Vargas
- Yaco Lorca
- Osvaldo de Candia
- Juan Carlos Riddell
- Conrado Kerstich
- Rubén Darío Basiles ... Extra
- El negro Frede ... Gautxo
- Fernando Martín López

## Antecedents
Juan Moreira va existir realment. Va néixer en San José de Flores, probablement en 1819, va viure gran part de la seva vida en el partit de La Matanza i va morir en Llops en 1874, on es troba enterrat en el cementiri. El seu pare era un feroç mazorquer d'origen gallec.
La novel·la Juan Moreira va aparèixer originalment com fulletó escrit per Eduardo Gutiérrez en 1879, per al diari La Patria Argentina, amb gran èxit popular. Poc després va aparèixer la obra de teatre homònima, que va ser presentada primer com pantomima i després com a obra teatral, en el circ de Pepe Podestá, constituint-se en una obra base del teatre argentí. En 1948 es va estrenar la primera versió fílmica, basada en la novel·la de Gutiérrez i protagonitzada per Fernando Ochoa com Moreira.

## Producció
Es va filmar principalment en el partit de Lobos i en part a la localitat d'Uribelarrea (Cañuelas), Província de Buenos Aires. El coguionista, Jorge Zuhair Jury, és germà de Leonardo Favio.

## Premis
- Premis Cóndor de Plata (1974): Millor pel·lícula